# Eclissi solare del 20 agosto 1906
L'eclissi solare del 20 agosto 1906 è stato un evento astronomico che ha avuto luogo il suddetto giorno attorno alle ore 01:12 UTC. Tale evento ha avuto luogo nel Nord America settentrionale e nella punta settentrionale della Russia. L'eclissi del 20 agosto 1906 divenne la terza eclissi solare nel 1906 e la 14ª nel XX secolo. La precedente eclissi solare si è verificata il 21 luglio 1906, la seguente il 14 gennaio 1907.

## Percorso e visibilità
Questa eclissi solare parziale è stata visibile alle isole Svalbard, in Groenlandia settentrionale, ad ovest del Canada, Stati Uniti nordoccidentali, Distretto di Alaska e costa settentrionale della Russia. L'eclissi solare in alcune parti della Groenlandia nord-orientale nel giorno polare è iniziata a tarda notte il 19 agosto e si è conclusa la mattina presto del 20 agosto. Nei territori della Groenlandia in cui era presente il Sole di mezzanotte l'eclissi è iniziata a mezzanotte ed è terminata alle prime ore del mattino del 20 agosto.

## Eclissi correlate

### Eclissi solari 1902 - 1907
Questa eclissi è un membro di una serie semestrale. Un'eclissi in una serie semestrale di eclissi solari si ripete approssimativamente ogni 177 giorni e 4 ore (un semestre) in nodi alternati dell'orbita della Luna.